# Всеволодо-Вильвенское городское поселение
Всеволо́до-Ви́львенское городско́е поселение — упразднённое городское поселение в составе Александровского муниципального района Пермского края.
Административным центром являлся посёлок городского типа Всеволодо-Вильва.

## История
Всеволодо-Вильвенское городское поселение образовано в ходе муниципальной реформы 2006 года.
В 2019 году упразднено путём включения в состав Александровского муниципального округа.

## Население
| 2010 | 2012  | 2013  | 2014  | 2015  | 2016  | 2017  | 2018  | 2019  |
| ---- | ----- | ----- | ----- | ----- | ----- | ----- | ----- | ----- |
| 5389 | ↘5204 | ↘5105 | ↘5010 | ↘4954 | ↘4822 | ↘4684 | ↘4577 | ↘4439 |

### Урбанизация
В городских условиях (пгт Всеволодо-Вильва) проживают 45.26 % населения поселения.

## Состав городского поселения
| №  | Населённый пункт  | Тип населённого пункта      | Население |
| -- | ----------------- | --------------------------- | --------- |
| 1  | Большая Вильва    | деревня                     | 2         |
| 2  | Булатово          | деревня                     | 3         |
| 3  | Всеволодо-Вильва  | пгт, административный центр | ↗2009     |
| 4  | Гарнова           | деревня                     | 8         |
| 5  | Гора              | деревня                     | 3         |
| 6  | Гремяча           | деревня                     | 0         |
| 7  | Зачерная          | деревня                     | 1         |
| 8  | Ивака             | посёлок                     | ↘0        |
| 9  | Ивакинский Карьер | посёлок                     | 331       |
| 10 | Карьер Известняк  | посёлок                     | ↘1233     |
| 11 | Напалкова         | деревня                     | 0         |
| 12 | Тунегова          | деревня                     | 0         |
| 13 | Усть-Игум         | деревня                     | 6         |
| 14 | Усть-Игум         | село                        | 452       |
| 15 | Шумково           | деревня                     | 4         |

## Местное самоуправление
Главы поселения
- Зенков Юрий Петрович (2006—2007)
- Якимов Николай Алексеевич (2007—2008)
- Волик Руслан Евгеньевич (2008—2013)
- Байбакова Наталия Викторовна (2014—2017)

Главы администрации
- Пестов Михаил Дмитриевич (2006—2008)
- Степанова Марина Геннадьевна (2008—2009)
- Истомина Елена Викторовна (2009—2012)
- Саначёв Сергей Борисович (2012—2013)
- Мельчаков Дмитрий Валерьевич (2014—2017)

Глава поселения - глава администрации
- Бутенко Татьяна Вениаминовна (2017—2019)